# チャーリー・ウォーターズ
チャーリー・ウォーターズ（Charlie Waters、1948年9月10日 - ）はフロリダ州マイアミ出身のアメリカンフットボール選手。NFLのダラス・カウボーイズで1970年から1981年までプレーした。ポジションはセイフティ、コーナーバック。

## 経歴

### プロ入りまで
フロリダ州マイアミで生まれた彼はサウスカロライナ州ノースオーガスタで育った。
高校時代はクォーターバックを務めた。クレムゾン大学に進学した彼は3年次の1968年に先発QB争いを行い、相手選手が練習でひざを故障したことから勝利した。開幕からチームは0勝3敗1分の成績となり、ライバルが故障から復帰するとQBからスプリットエンドにコンバートされた。
4年次の1969年にはワイドレシーバーとして68回のレシーブで1,196ヤードを獲得、4タッチダウンをあげて、アトランティック・コースト・カンファレンスのオールチームに選ばれた。1981年にクレムゾン大学の殿堂入りを果たした。

### ダラス・カウボーイズ
1970年のNFLドラフト3巡でダラス・カウボーイズに指名された。プロ入り後、ディフェンシブバックにコンバートされた彼は1年目の1970年をフリーセイフティクリフ・ハリスの控えとなった。ハリスが兵役のため欠場したことから6試合に先発出場、5インターセプトをあげてNFLオールルーキーチームに選ばれた。この年チームは第5回スーパーボウルに出場したが敗れた。
2年目の1971年、コーナーバックにコンバートされた。スピードがそれほどなかった彼は、ワシントン・レッドスキンズのチャーリー・テイラーなどにやられまくり、トム・ランドリーヘッドコーチにお前のせいで負けたと言われたこともある。1975年シーズン前にコーネル・グリーンが引退するとストロングセイフティにコンバートされて、この年3インターセプト、1タッチダウンをあげた。チームは第10回スーパーボウルに出場したがピッツバーグ・スティーラーズに敗れた。
チームメートのクリフ・ハリスとのタンデムは同時代屈指のコンビとして相手チームに恐れられた。オールプロに2回（1977年、1978年）、プロボウルに3回（1976年、1977年、1978年）選ばれた。
この年のセントルイス・ラムズとのプレーオフでは1インターセプト及びパントブロックを2回決めた。
1977年のディビジョナルプレーオフ、シカゴ・ベアーズ戦では3インターセプトをあげた。NFCチャンピオンシップゲームでのラムズ戦では2インターセプト、1ファンブルリカバーをあげて28-0の勝利に貢献した。
1979年は怪我のため全休したが、1980年に復帰すると5インターセプトをあげた。。1981年も3インターセプトをあげて、NFCチャンピオンシップゲームでサンフランシスコ・フォーティナイナーズに敗れた試合を最後に現役を引退した。フォーティナイナーズが28-27で勝利したドワイト・クラークのザ・キャッチと呼ばれるプレーで彼はタイトエンドをマークしていた。
キャリアでカウボーイズ歴代3位となる41インターセプトをあげている。またプレーオフ25試合に出場し、NFLタイ記録となる9インターセプトをあげている。
連続した2試合でパントブロックを4回成功したことがある。プレースキックではホールダーを務めた。
スーパーボウルには第5回、第6回、第10回、第12回、第13回と出場し、第6回と第12回の2度優勝している。
カウボーイズのシルバーアニバーサリーチームに選ばれている。

### 現役引退後
現役引退後はCBSスポーツの解説者となり、その後1988年よりデンバー・ブロンコスのアシスタントコーチを7シーズン務め、1989年には第24回スーパーボウルに出場、1993年、1994年にはウェイド・フィリップスヘッドコーチの下でディフェンスコーディネーターを務めた。1995年にはオレゴン大学のディフェンスコーチを務め、チームはコットンボウルに出場した。
2001年にプロフットボール殿堂候補にノミネートされた。
2006年にベイブ・ローフェンバーグに代わって、カウボーイズ・ラジオネットワークのラジオ解説者に起用された。2007年2月、多忙を理由に1シーズンで解説者を辞任することを発表した。